# 處女峰
『處女峰』（しょじょほう）は、1950年の日本映画。原作は富田常雄の同名小説。『処女峰』とも表記される。
宝塚歌劇団を退団し、大映に入社した乙羽信子の映画デビュー作である。

## ストーリー
会社社長・谷口英助には3人の美しい娘がいる。長女・梢は勝ち気な現代女性であるのに対し、次女・葉子は控え目でおとなしく、三女・花世は甘えん坊でわがままと、3姉妹はそれぞれ性格が異なっていたが、3人揃って青年実業家・松崎を愛していた。松崎は梢が子供の頃に親同士の決めた許嫁であったが、松崎が愛しているのは葉子だった。
松崎から完全に子供扱いされ、失恋した花世は、街で偶然出会ったバイト学生・片岡と付き合うようになり、毎晩、夜遊びをするようになる。一方、梢は松崎から一方的に婚約を解消させられる。納得できない梢は松崎を追いかけるが、松崎の気持ちが変わらないことを知ると、1人、熱海の街に降り立つ。傷心の梢の前に、かねてより梢を狙っていた札付きのプレイボーイ・佐藤が偶然現れると、やけになった梢は佐藤と一夜を共にする。しかし、このことをネタに梢は佐藤に脅迫されるようになり、関係をずるずると続けることになる。
そんなある日、葉子が見合いをすることになる。ところが、その相手が松崎の親友・牧だったことから、松崎の頼みで牧は見合いの席から葉子を逃がし、松崎と引き合わせる。松崎と葉子は互いの思いを確かめ合う。一方、葉子に付き添っていた梢は牧と意気投合し、やがて2人は愛し合うようになる。
佐藤と縁を切りたい梢は、佐藤からの要求にしたがい、手切れ金として父親の小切手を勝手に使うが、小切手が換金される前に、一連の事情が父・英助に伝わってしまう。英助は梢を家の恥と激しく叱責し、勘当を言い渡すが、その直後、心臓発作で亡くなってしまう。
父の死に責任を感じ、自分を責める梢の前に、追い討ちをかけるように牧が現れ、佐藤から梢との手切れ金を要求された事実を伝えると、梢に別れを告げて去って行く。傷心の梢は家を出て行方をくらます。葉子は牧を説得するために大阪に向かう。一方、片岡が佐藤にそそのかされて罪を犯し、警察に出頭したことを知った花世は、片岡との別れを決める。
葉子の説得も空しく、牧は梢を愛するが故に梢との関係修復を拒むが、そこに梢が自殺を図り、危篤状態にあるとの電報が届く。一命をとりとめた梢は、松崎の説得により、牧に会いに大阪に向かう。そこに大阪から牧がやって来る。再会した梢と牧は愛を確認し合う。そして、松崎と葉子も改めて愛を確認し合う。

## キャスト
- 松崎紀一郎 - 上原謙： 青年実業家。出版社「昭文社」社長。
- 谷口梢 - 轟夕起子： 谷口家の長女。松崎の許嫁。行動的。
- 谷口葉子 - 乙羽信子： 谷口家次女。慎ましくおとなしい。
- 谷口花世 - 若山セツ子： 谷口家三女。やんちゃ。
- 谷口英助 - 清水将夫： 会社社長。梢ら三姉妹の父。心臓を患っている。
- 谷口松枝 - 竹河豊子： 英助の妻。梢ら三姉妹の母。
- 月峰 - 見明凡太朗： 梢らの叔父。画家。
- 牧愛之助 - 二本柳寛： 葉子の見合い相手。松崎の親友。
- 片岡幸夫 - 根上淳： 学生。花世と出会う。
- 佐藤達次郎 - 田中春男： ごろつきの遊び人。梢に言い寄る。

## 主題歌
「處女峰」
- 作詞：佐伯孝夫
- 作曲：利根一郎
- 唄：乙羽信子
- ビクターレコード